# التدوين الرياضي العربي
التدوين الرياضي والعلمي العربي هو تدوين رياضي مبني على نظام الكتابة العربي، غالباً ما يُستعمل لطلبة مراحل التعليم ما قبل الجامعية. يستمد غلب شكله من التدوين الشّرقي، ولكنه يمتاز عنه بمزايا بارزة تفرّقه من نظيره الغربي. يُكتب التدوين الرياضي العربي من اليمين إلى اليسار مُتّخذاً مسار واتّجاه الكتابة العربي ويختلف عن بقيّة التدوينات من اللاتينية وغيرها باستبدال التدوين الرياضي العربي للرموز اللاتينية برموز وأسماء أخرى عربية للدوال والعلاقات.

## التاريخ
مر التدوين الرياضي والعملي بثلاث مراحل: مرحلة الألفاظ ثم الحروف ثم العلامات وأمثلتها بالترتيب لفظ المال وحرف ب للمحمول في المنطق وعلامة = للمعادلة.

## الاختلافات عن التدوينات الأخرى

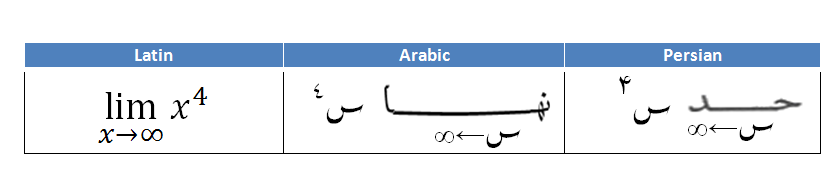
مقارنة التدوين الرياضي بين الرموز اللاتينية والعربية والفارسية

يختلف التدوين اختلافاً طفيفاً من منطقة إلى أخرى. في مرحلة التّعليم الثالث، أغلب المناطق تستعمل التدوين الغربي. ولكنّه يختلف في أنظمة الترقيم والرّموز الرياضياتية المستعملة. أنظمة التدوين العربية لا زالت تعرض آثاراً قديمة من أنظمة الكتابة العربية، حيث أن غالب الرّموز المُستعملة هي رُموز غير مُنقّطة أو مُشكّلة[ ؟ ]، كما تمتاز بعض التدوينات أيضاً بكونها مُكشّدة وذات امتدادات وانحناءات، وأخذت العربيّة أيضاً الأفضلية في ذلك لاستعمالها أكثر من حرف لتعريف المُتغيّرات دون اللبس بين الحرفين عن طريق وصلهما ببعضهما. أكثر الأمثلة الشّائعة وواسعة الانتشار هي التّرميز العربي لنصف قطر الدائرة «نق» والمكتوبة باستعمال حرفيّ النون والقاف. عندما تكون أسماء المُتغيّرات على هذا النحو فإنها تُصبح تدويناً مُعنوناً، كما هو الحال مع تدوين «نق» للإشارة إلى نصف قطر الدائرة. وعند فصل الحرفين دون وصلهما ورسمهما جنباً إلى جنب فيُعبّر ذلك عن عملية الضرب بين المُتغيّرين.

### اتجاه الكتابة
يُكتب التّرميز الرياضي العربي مُتّبعاً اتجاه الكتابة العربي الطبيعي، من اليمين إلى اليسار. كما أن الرّموز الرياضية اللاتينية واليونانية قُد تُقلب لاستعمالها لهذا الغرض أو تُبدّل برموز عربيّة أخرى.

### أنظمة الترقيم
هناك ثلاثة أنظمة ترقيم تُستعمَل في التدوين من اليمين إلى اليسار.
- الأرقام العربية الغربية[ملاحظة 1] تُستعمل في دول المغرب العربي، مثل المغرب والجزائر.
- الأرقام العربية الشرقية تُستعمل في المناطق العربية الوسطى والشرقية، مثل مصر وسوريا.
- الأرقام العربية الهندية تُستعمل في الدّول المُتحدّثة للفارسية أو الأردية، مثل إيران، وباكستان.

| الأرقام العربية          | 0 | 1 | 2 | 3 | 4 | 5 | 6 | 7 | 8 | 9 |
| الأرقام الهندية العربية  | ٠ | ١ | ٢ | ٣ | ٤ | ٥ | ٦ | ٧ | ٨ | ٩ |
| الأرقام العربية الفارسية | ۰ | ۱ | ۲ | ۳ | ۴ | ۵ | ۶ | ۷ | ۸ | ۹ |
| الأرقام الأردية          | ۰ | ۱ | ۲ | ۳ | ۴ | ۵ | ۶ | ۷ | ۸ | ۹ |

## الرموز الأولى
| الرمز | العلم   | المعنى  |
| ----- | ------- | ------- |
| ب     | المنطق  | المحمول |
| ج     | المنطق  | الموضوع |
| ج     | النحو   | الجمع   |
| ك     | الرياضي | كعب     |
| م     | الرياضي | مال     |

## الرموز في العصر الحديث
معظم الرموز العلمية الحديثة منقولة من اللغات الأوروبية.

### عامة
| المصطلح          | التدوين العربي | التدوين اللاتيني                           |
| ---------------- | -------------- | ------------------------------------------ |
| الإحداثي السيني  | س              | {\displaystyle x}                          |
| الإحداثي الصادي  | ص              | {\displaystyle y}                          |
| قاعدة            | ق              | {\displaystyle b}                          |
| ارتفاع           | ل              | {\displaystyle h}                          |
| قياس زاوية       | ا ب جـ         | {\displaystyle m\angle ABC}                |
| زوج مرتب         | (ا، ب)         | {\displaystyle (a,b)}                      |
| قطعة مستقيمة     | اب             | {\displaystyle {\overline {AB}}}           |
| محيط الدائرة     | مح             | {\displaystyle C}                          |
| مركز الدائرة     | م              | {\displaystyle O}                          |
| مساحة            | م              | {\displaystyle A}                          |
| مستقيم           | م              | {\displaystyle {\overleftrightarrow {AB}}} |
| مسافة بين نقطتين | ف              | {\displaystyle d}                          |
| نصف قطر الدائرة  | نق             | {\displaystyle r}                          |
| نصف مستقيم       | اب             | {\displaystyle {\overrightarrow {AB}}}     |
| نقطة الأصل       | م              | {\displaystyle O}                          |

### الرياضيات والمنطق
| رومي              | عربي |
| ----------------- | ---- |
| {\displaystyle a} |      |
| {\displaystyle b} |      |
| {\displaystyle c} |      |
| {\displaystyle d} |      |
| {\displaystyle x} |      |
| {\displaystyle y} |      |
| {\displaystyle z} |      |

#### ثوابت رياضيةووحدات قياس
| اسم               | رومي                 | عربي | هامش |
| ----------------- | -------------------- | ---- | --- |
| العدد النيبيري    | {\displaystyle e}    |      | الراجح أن e يرمز به للفظ Euler، لكن قد يكون رمزاً للفظ exponential[ ؟ ]. وعليه اتخذ حرف الهاء ھ رمزاً مكافئاً باعتبار أصولهما الأبجدية الفينيقية المشتركة من باب النقل الخطي. |
| الوحدة التخيلية   | {\displaystyle i}    |      | |
| ثابتة أرخميدس     | {\displaystyle \pi } |      | حرف {\displaystyle \pi } رمز للفظ περίμετρος "محيط" اليوناني. |
| شعاع              | {\displaystyle r}    |      | النون والقاف رمز نصف القطر. |
| كيلُجرام           | kg                   |      | يكتب أيضاً و. |
| جرام              | g                    |      | |
| متر               | m                    |      | |
| سنتيمتر           | cm                   |      | |
| مليمتر            | mm                   |      | |
| كيلومتر           | km                   |      | يكتب أيضاً . |
| ثانية             | s                    |      | |
| دقيقة             | min                  |      | يكتب أيضاً . |
| ساعة[ ؟ ]         | h                    |      | |
| كيلومتر في الساعة | km/h                 |      | |
| درجة سِلسِيوس       | °‎C                   |      | يكتب أيضاً رمز مئوية. |
| درجة فارِنهَيت      | °‎F                   |      | |
| مليمتر زئبق       | mmHg                 |      | |
| أنسترم            | Å                    |      | |

#### المجموعات
| اسم          | رومي                         | عربي                         | هامش                                                            |
| ------------ | ---------------------------- | ---------------------------- | --------------------------------------------------------------- |
| أعداد طبيعية | {\displaystyle \mathbb {N} } |                              |                                                                 |
| أعداد صحيحة  | {\displaystyle \mathbb {Z} } |                              |                                                                 |
| أعداد كسرية  | {\displaystyle \mathbb {Q} } |                              | الحرف الرومي رمز لفظ quotient. وقد تكون النون رمزاً للفظ النسبة. |
| أعداد حقيقية | {\displaystyle \mathbb {R} } |                              |                                                                 |
| أعداد تخيلية | {\displaystyle \mathbb {I} } |                              |                                                                 |
| أعداد مركبة  | {\displaystyle \mathbb {C} } |                              |                                                                 |
| مجموعة خالية | {\displaystyle \varnothing } | {\displaystyle \varnothing } |                                                                 |
| عنصر من…     | {\displaystyle \in }         | {\displaystyle \in }         |                                                                 |
| مجموعة جزئية | {\displaystyle \subset }     | {\displaystyle \subset }     |                                                                 |
| مجموعة كلية  | {\displaystyle \supset }     | {\displaystyle \supset }     |                                                                 |
| مجموعة شاملة | {\displaystyle \mathbf {S} } |                              |                                                                 |

#### حسابوجبر
| اسم              | رومي                                 | عربي                         | هامش |
| ---------------- | ------------------------------------ | ---------------------------- | --- |
| مميِّز             | {\displaystyle \mathbf {.} }         | {\displaystyle \mathbf {,} } | |
| فاصلة            | {\displaystyle \mathbf {,} }         | ،                            | |
| بالمئة           | %                                    |                              | |
| بالألف           | ‰                                    |                              | |
| متناسب مع…       | {\displaystyle \propto }             |                              | |
| جذر عدد          | {\displaystyle ^{n}{\sqrt {\,\,\,}}} |                              | |
| لوغارتم          | {\displaystyle \log }                |                              | |
| لوغارتم للمبنى ٮ | {\displaystyle \log _{b}}            |                              | حرف b رمز base، وبالعربية الباء المهملة علامة تشكيل عربية رمز لفظ مبنى وإلا فاستعمالها من باب النقل الخطي.           |
| لوغارتم للمبنى ھ | {\displaystyle \ln }                 |                              | ھ رمز العدد النيبيري كما جاء أعلاه. وتستعمل الهاء على هذه الهيئة وليس على الصورة المنفصلة ه لتجنب الاشتباه بالرقم 5. |
| مجموع[ ؟ ]       | {\displaystyle \sum }                |                              | يستعمل أيضا الرمز المعكوس .                                                                                          |
| حاصل ضرب         | {\displaystyle \prod }               |                              | يستعمل أيضا الرمز المعكوس {\displaystyle \prod } مستوي القلب. الجيم والذال رمز لفظ جذاء وقد يكون رمز جذر.            |
| عاملي            | {\displaystyle n!}                   |                              | يكتب أيضا . حرف n رمز naturel، واستعمال النون في العربية من باب النقل الخطي.                                         |
| تراتيب           | {\displaystyle ^{n}\mathbf {P} _{r}} |                              | يكتب أيضا في مقابل {\displaystyle \mathbf {P} (n,r)}. حرف اللام رمز تباديل (مثلما يرمز للفظ بلد بحرف الدال).         |
| توافيق           | {\displaystyle ^{n}\mathbf {C} _{k}} |                              | يكتب أيضا في مقابل {\displaystyle \mathbf {C} (n,k)} و في مقابل {\displaystyle n \choose k} للمعامل ذي الحدين        |

#### دوال مثلثية
| رومي                  | عربي | هامش        |
| --------------------- | ---- | ----------- |
| {\displaystyle \sin } | جا   | يكتب أيضا . |
| {\displaystyle \cos } | جتا  | يكتب أيضا . |
| {\displaystyle \tan } | ظا   | يكتب أيضا . |
| {\displaystyle \cot } | ظتا  | يكتب أيضا . |
| {\displaystyle \sec } | قا   |             |
| {\displaystyle \csc } | قتا  |             |

#### التفاضل والتكامل
| اسم    | رومي | عربي | هامش                           |
| ------ | --- | ---- | ------------------------------ |
| نهاية  | {\displaystyle \lim }                                                                                              |      | يكتب أيضاً ويستعمل في الفارسية. |
| دالة   | {\displaystyle \mathbf {f} (x)}                                                                                    |      |                                |
| مشتق   | {\displaystyle \mathbf {f'} (x),{\dfrac {dy}{dx}},{\dfrac {d^{2}y}{dx^{2}}},{\dfrac {\partial {y}}{\partial {x}}}} |      |                                |
| متكامل | {\displaystyle \int {},\iint {},\iiint {},\oint {}}                                                                |      |                                |

#### تحليل مركب
| رومي                                                                                         | عربي |
| -------------------------------------------------------------------------------------------- | ---- |
| {\displaystyle z=x+iy=r(\cos {\varphi }+i\sin {\varphi })=re^{i\varphi }=r\angle {\varphi }} |      |
| ع = س + ت ص = ل(حتا ى + ت حا ى) = ل ھت‌ى = ل∠ى                                                |      |

### الفيزياء والكيمياء
أشار علماء الكيمياء في الحضارة الإسلامية إلى العناصر الكيميائية بعدة مترادفات (على أساس الكواكب مثلاً) واختصروا لها رموزاً على هذا الأساس.

## برمجيات
- دادزيلا برمجية لكتابة الرموز الرياضية بالحرف العربي.[1][2][3]

- إضافة ماثجاكس العربية لكتابة الرموز الرياضية بالعربي على المتصفحات.

### باللغة العربية
1. ↑  "Dadzilla - A MathML browser for Arabic mathematical presentation". www.ucam.ac.ma. مؤرشف من الأصل في 2018-10-23. اطلع عليه بتاريخ 2017-08-21.
2. ↑  "Arabic mathematical notation". www.w3.org (بالإنجليزية). Archived from the original on 2019-01-11. Retrieved 2017-08-21.
3. ↑  LAZREK، Azzeddine. "RyDArab, Arabic mathematical expresion". www.ucam.ac.ma. مؤرشف من الأصل في 2018-09-28. اطلع عليه بتاريخ 2017-08-24.

- دفع الله عبد الله الترابي. الرموز العلمية في اللغة العربية وأثرها في التعريب

### بلغات أجنبية
- Azzeddine Lazrek, et al. Arabic mathematical notation - W3C Interest Group Note 31 January 2006
- Azzeddine Lazrek, et al. Notation symbolique, le tournant de la mathématique arabe